# Viện nghệ thuật sân khấu Nga
Viện Nghệ thuật sân khấu Nga (GITIS) (tiếng Nga: Российский институт театрального искусства – ГИТИС) là trường nghệ thuật sân xuất lớn nhất và lâu đời nhất nước Nga. Tọa lạc tại Moscow, trường thành lập vào ngày 22 tháng 9 năm 1878 với tên gọi Trường Âm nhạc Shostakovsky. Sau đổi thành Trường Nhạc Kịch của Hiệp hội giao hưởng Moscow năm 1883, được nâng lên thành nhạc viện vào năm 1886, rồi đổi tên thành Viện Âm nhạc và Kịch nghệ năm 1918, từng được biết đến với tên gọi Viện Nghệ thuật sân khấu liên bang Lunacharsky - GITIS (Lunatsaxki / Lunasatxki)  từ 1934 đến 1991.
GITIS đào tạo sinh viên về đa lĩnh vực thuộc nghệ thuật sân khấu (như: ballet, diễn xuất,...) đồng thời cung cấp nền giáo dục bậc cao truyền thống trong nghệ thuật tự do và nhân văn học. Với khoảng 1,500 sinh viên, sinh viên nâng cao trình độ, sinh viên sau đại học từ nhiều quốc gia đến học tập.

## Lịch sử

### Thế kỷ 19
Ngày 22 tháng 10 năm 1878, nhạc trưởng và nghệ sĩ piano Shostakovsky đã mở một trường âm nhạc và sân khấu tư nhân ở Moscow, với tên gọi "Trường Âm nhạc Shestakovskiy dành cho những người đến Moscow"; được bảo trợ bởi Hiệp hội Những người yêu thích Nghệ thuật Âm nhạc và Sân khấu. Năm 1883 đổi tên thành Hiệp hội Giao hưởng Moscow và ngôi trường có được tư cách là Trường Chuyên biệt về Âm nhạc và Kịch nghệ, trực thuộc Hiệp hội. Họ nằm dưới sự bảo trợ của Đại Vương công Nikolay. Sau đó, Trường được bình đẳng về quyền đối với các cơ sở giáo dục đại học, các nhạc viện, được ấn định bởi điều lệ mới mà Hoàng đế phê chuẩn theo đơn thỉnh cầu của Bà Vương công Yelizaveta Fyodorovna (Elisabeth của Hessen).
Các lớp kịch của trường nhạc kịch do các diễn viên, giáo viên và nhân vật sân khấu nổi tiếng đứng đầu, như Alexander Yuzhin (1883–1889), Osyp Pravdin (1889–1891) và Vladimir Nemirovich-Danchenko (1891–1901). Các sinh viên tốt nghiệp khóa 1898 bao gồm Olga Knipper , Margarita Savitskaya và Vsevolod Meyerhold.

### Thế kỷ 20
Năm 1902, trường được chuyển đến tòa nhà cổ của gia tộc Soldatenkov tại Maly Kislovsky, kể từ đó ngôi trường được đặt tại đây. Vào ngày 24 tháng 10 năm 1903 "Điều lệ của Trường Nhạc-Kịch của Hiệp hội Giao hưởng Moscow dưới sự bảo trợ của Bà Vương công Elisaveta Fedorovna" được phê duyệt. Theo Điều lệ, Trường là một đơn vị trực thuộc Bộ Nội vụ.
Các bậc thầy của Âm nhạc Nga từng dạy tại đây như Rodolph Erlikh, Serge Koussevitsky và Erdely; các học viên tốt nghiệp vào thời điểm đó nhà soạn nhạc Vasily Kalinnikov và đạn danh ca opera Leonid Sobinov. Kể từ Cách mạng Tháng Mười năm 1917, Trường Nhạc-Kịch đã trải qua một số lần tái cơ cấu và đổi tên do những cải cách trong hệ thống giáo dục nhà nước.
Tháng 8 năm 1922, trường được đổi tên thành Học viện Kịch nghệ Nhà nước và được tham gia với Hội thảo Sân khấu Nhà nước của Vsevolod Meyerhold. Hiệp hội này đã nhận được tên gọi của Viện Nghệ thuật Sân khấu Nhà nước - GITIS. Ngày chính thức thành lập là ngày 17 tháng 9 năm 1922. Theo kế hoạch ban đầu, GITIS nhằm hợp nhất ba nhánh chính của nghệ thuật sân khấu: kịch, opera và vũ đạo.
Năm 1924, các học viện sân khấu của Moscow và St.Petersburg bị đóng cửa theo Sắc lệnh Sovnarkom bởi vì "chất lượng đào tạo sân khấu không đạt", nhưng trường GITIS vẫn hoạt động. Năm 1925, Trường Kỹ thuật Sân khấu Trung ương (CETETIS), một cơ sở giáo dục đào tạo bốn năm được thành lập.
Năm 1926, trên cơ sở những sinh viên tốt nghiệp của GITIS và ETETIS, trường mở thêm khoa chỉ đạo sư phạm vào ngày 15 tháng 9 năm 1930. Khoa này sẽ đào tọa ra các đạo diện, lãnh đạo và giảng viên cho các sân khấu, nhà hát, trường lớp nghệ thuật. GISTIS ngày nay vẫn được công nhận là cơ sở đứng đầu trong lĩnh vực này.
Thánh 10 năm 1931, trường Trung học sân khấu được thành lập gồm khoa quản lí sân khausas và phê bình sân khấu. GITIS tồn tại như một phần của Liên hiệp Sân khấu.
Tháng 7 năm 1935, Liên hiệp Sân khấu thay đổi hình thức thành "Viện Nghệ thuật sân khấu liên bang" với 3 khoa chính: Quản lí sản xuất, đạo diễn và diễn xuất.

#### Thế Chiến II
Sau khi Thế Chiến II bắt đầu, thánh 10 năm 1941 hoạt động của GITIS tạm dừng. Các sinh viên được sơ tán đến Saratov.

#### Thời hậu chiến
Ngày 5 tháng 8 năm 1946, khoa chỉ đạo thành lập ba ngành tại khoa: opera , đạo diễn và múa ba lê. Ngành opera sau này đổi thành chỉ đạo sân khấu nhạc kịch. Sau đó, khoa sân khấu âm nhạc đã được thành lập.
Năm 1946 ngành biên đạo múa thành lập; năm 1958 Nhà hát giáo dục GITIS thành lập, viện được chuyển sang quyền tài phán của Bộ Văn hóa RSFSR. Từ năm 1961, giám đốc của GITIS bắt đầu được gọi là hiệu trưởng. Năm 1963, Viện đã phê chuẩn cho Hội đồng trao bằng cấp học thuật. Theo sắc lệnh của Đoàn chủ tịch Liên Xô tối cao Liên Xô ngày 29 tháng 1 năm 1971, GITIS đã được trao tặng Huân chương Cờ đỏ Lao động. năm 1973, khoa đạo diễn tạp kỹ được tổ chức. Năm 1975, khoa nghệ thuật xiếc được thành lập. Năm 1974, khoa sản xuất có thêm mục tiêu đào tạo những người quản lý có kỹ năng cao cho lĩnh vực truyền hình, điện ảnh và tổ chức biểu diễn. Năm 1992 khoa scenography được mở.
Năm 1991, GITIS được nâng thành học viện, và Viện được đổi tên thành Học viện Nghệ thuật Sân khấu Nga - GITIS.

## Ngày nay
Ngày nay Đại học Nghệ thuật Sân khấu Nga  (GITIS) được tích hợp vào hệ thống giáo dục của thế giới, là đối tác của nhiều trường Đại học quốc tế.

## Cựu sinh viên

### Việt Nam
- Thanh Bạch: biên đạo múa, người dẫn chương trình, diễn viên kịch.[8]
- Xuân Hương: Diễn viên kịch[9]
- Đoàn Vương Linh, nghệ sĩ nhân dân, vũ công
- Đặng Văn Hùng, nghệ sĩ nhân dân, vũ công
- Thành Trí: Nghệ sĩ ưu tú, đạo diễn - diễn viên kịch[10]
- Lê Hùng: NSND đạo diễn sân khấu
- Hà Nhân: Đạo diễn sân khấu, người thành lập kiêm Giám đốc đầu tiên của Nhà hát Tuổi trẻ

### Nga / Liên xô
- Chulpan Khamatova - diễn viên sân khấu và điện ảnh
- Lev Valeryanovich Leshchenko - ca sĩ
- Alla Borisovna Pugachyova - ca sĩ, Nghệ sĩ nhân dân
- Ekaterina Feoktistovna Shavrina - Nghệ sĩ nhân dân, ca sĩ